# Vitry-sur-Seine
Vitry-sur-Seine je južno predmestje Pariza in občina v departmaju Val-de-Marne osrednje francoske regije Île-de-France. Leta 1999 je imelo naselje 78.908 prebivalcev.

## Geografija
Naselje leži južno od samega središča Pariza ob reki Seni, takoj za izlivom reke Marne vanjo. V njegovi bližini se nahaja mednarodno letališče Orly.

## Administracija
Vitry-sur-Seine je sedež treh kantonov:
- Kanton Vitry-sur-Seine-Sever (del občine Vitry-sur-Seine: 24.986 prebivalcev),
- Kanton Vitry-sur-Seine-Vzhod (del občine Vitry-sur-Seine: 27.812 prebivalcev),
- Kanton Vitry-sur-Seine-Zahod (del občine Vitry-sur-Seine: 26.110 prebivalcev).

## Zgodovina
Vitry-sur-Seine se je prvotno imenoval zgolj Vitry, izhajajoč iz srednjeveško-latinskega imena Vitriacum, pred tem Victoriacum, v pomenu "posest Victoriusa".
Sedanje ime je občina dobila leta 1897 posledično zaradi ločitve od drugih francoskih občin z istim imenom.

## Pobratena mesta
- Burnley (Združeno kraljestvo),
- Kladno (Češka),
- Meissen (Nemčija).